# Touring Club de France

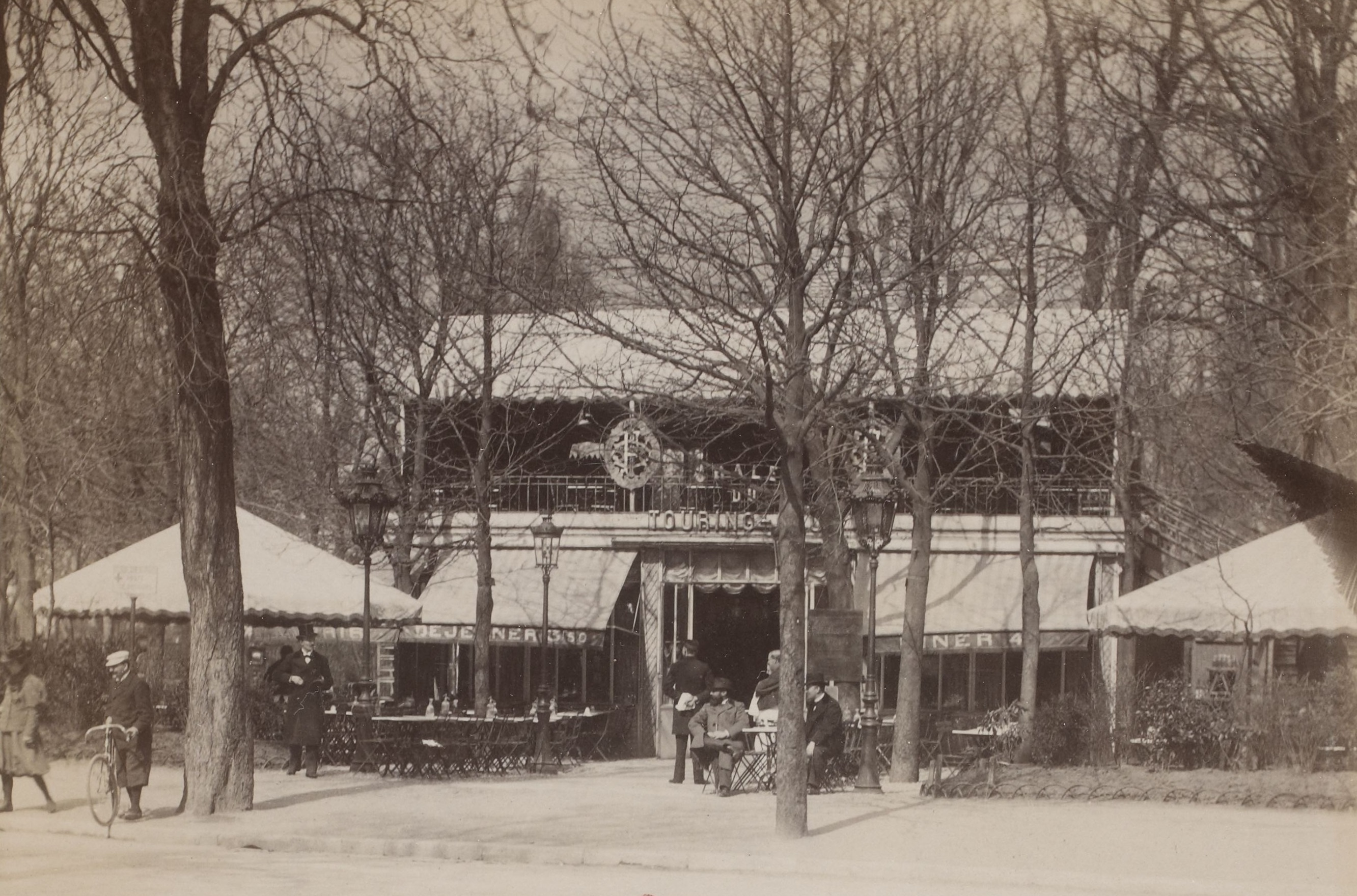
Le chalet du Touring Club de France en 1898.

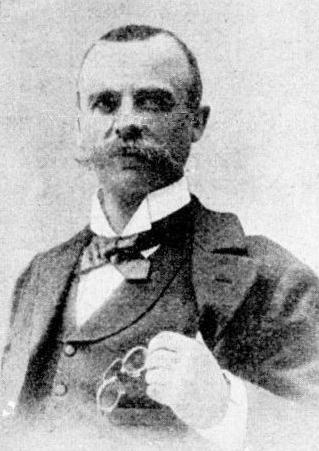
Abel Ballif, président du Touring-Club de France, en 1899.

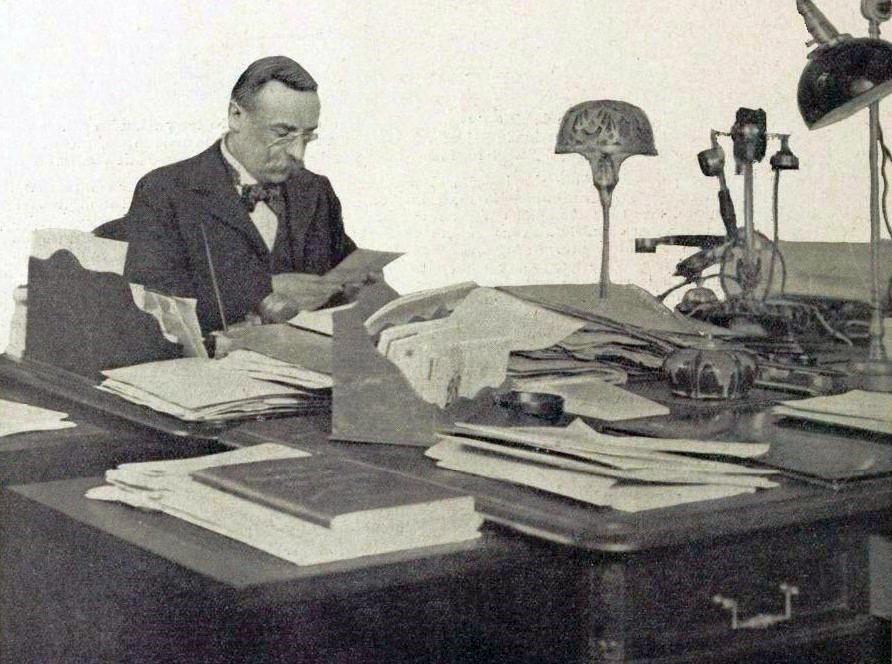
Abel Ballif, président du Touring Club de France, ici au milieu des années 1900.

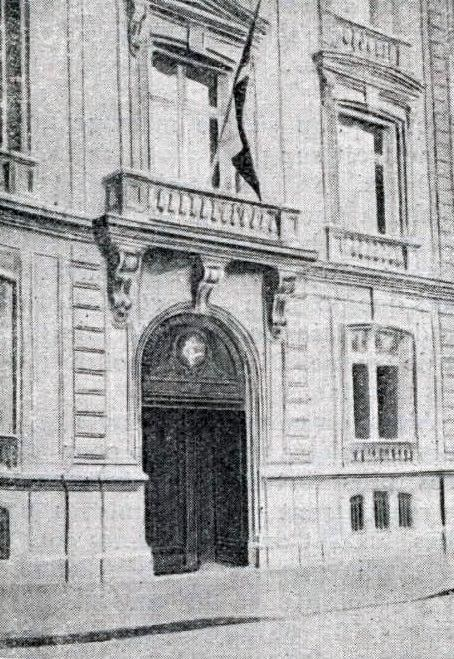
L'hôtel Humbert à Paris, siège du Touring Club de France en 1905.

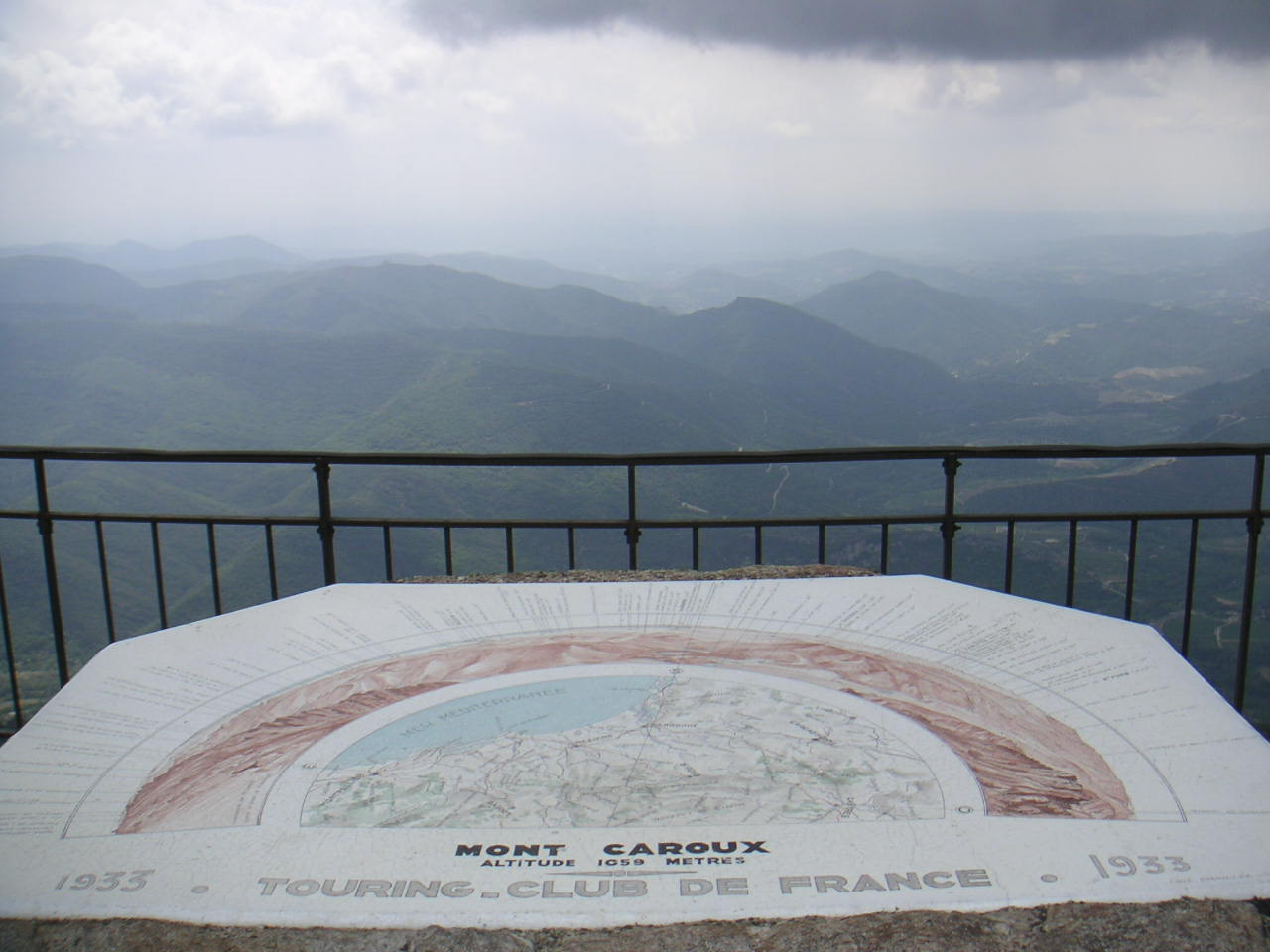
Table d'orientation posée par le Touring Club de France, au sommet du mont Caroux.

Le Touring Club de France, abrégé TCF, créé en 1890 par un groupe de vélocipédistes, est une ancienne association française, disparue en 1983, dont le but était le développement du tourisme.  
Après le cyclotourisme des premières années, le TCF s’est ouvert à toutes les formes de tourisme, couvrant une large gamme d’activités : randonnée pédestre, automobilisme, motocyclisme, camping, montagne, spéléologie, équitation, aviation, photographie, archéologie, défense du patrimoine. Le TCF  s’est très rapidement développé, comptant jusqu’à 700 000 membres et jouant, au cours de la première moitié du XXe siècle, un rôle très important dans le développement du tourisme en France avant la création d’un ministère spécialisé.
L'association a été liquidée en 1983 à la suite de graves problèmes financiers.

## Histoire
Le Touring Club de France  a été fondé le 26 janvier 1890, à Neuilly-sur-Seine, sous l'impulsion de Paul de Vivie, par un groupe d'amis, bourgeois passionnés de vélo, à l’époque où la bicyclette, récemment mise au point sous la forme que nous connaissons (deux roues égales, transmission à la roue arrière par chaîne) connaît sa première phase de diffusion.
Ses créateurs déçus par l’orientation de l’Union vélocipédique de France, limitée quasiment à la compétition, se sont inspirés de l’organisation plus ouverte existant outre-Manche Cyclists Touring Club (en) et souhaitaient le développement de la bicyclette comme loisir accessible au plus grand nombre et également comme moyen de déplacement. Font partie des membres fondateurs Abel Ballif, Marcel Viollette (futur rédacteur en chef de La Vie au grand air), et Davin de Champclos notamment.
Le but du TCF  était « le développement du tourisme sous toutes ses formes, à la fois par les facilités qu’elle donne à ses adhérents et par la conservation de tout ce qui constitue l’intérêt pittoresque ou artistique des voyages ». 
Depuis sa création, le TCF a publié une revue mensuelle.
L'association a pratiquement limité son activité au cyclotourisme pendant ses quatre premières années d'existence, puis s’est ouverte à d’autres formes de tourisme.
L'association a été reconnue d’utilité publique par décret du 30 novembre 1907.
En France, jusqu'à l'instauration des congés payés en 1936, le tourisme est réservé aux classes sociales aisées. L'offre de tourisme est en grande partie celle d'associations, en premier lieu le Touring Club de France, qui souhaitent développer le cyclotourisme, puis d'autres formes de tourisme économique,. 
L'association a participé à de nombreuses actions permettant le développement de guides touristiques (création en 1899 de la Bibliothèque du tourisme et des voyages qui regroupe les cartes, revues, guides édités par l'association), routes touristiques (corniche de l'Estérel en 1903, route des Grandes Alpes en 1909), de pistes cyclables et d'équipements touristiques de toutes sortes portant sa marque publicitaire : tables d'orientation, bornes, bancs. Elle a été à l'initiative du développement de la signalisation routière. 
En 1914, elle a notamment doté les routes françaises de 30 000 panneaux routiers. 
Après la Première Guerre mondiale, le TCF a lancé une collecte afin d'ériger une série de bornes au niveau de l'ancienne ligne de front : les bornes Vauthier. Elle a également joué un rôle majeur dans le développement du camping avec le développement des colonies de vacances dans des refuges qu'elle loue ou possède (formule qui permet de mettre à distance sociale les classes populaires), la création des premiers « camps de toile » en 1930 et l'ouverture du camping international du bois de Boulogne en 1951. Cette association est très importante et fait quasiment office de ministère informel du tourisme jusqu'à la Seconde Guerre mondiale, le nombre de ses adhérents allant même jusqu'à 700 000.
Malgré son rôle majeur dans le développement du tourisme au cours du XXe siècle en France, l'association périclite et la liquidation de ses biens est prononcée le 23 octobre 1983.
Les archives du Touring Club de France ont été données en 1984 aux Archives nationales sur le site de Pierrefitte-sur-Seine.
La Ville de Paris a acheté en 1986 le fonds de la bibliothèque du Touring Club de France. 
Ce fonds comprend toute la production éditoriale sur le tourisme à partir du premier développement du vélocipède en 1868. On y trouve de nombreux guides, récits de voyages, publications périodiques, notamment  la  collection complète du Vélocipède illustré et de la revue du Touring Club de France.
Ce fonds est consultable à la bibliothèque du tourisme et des voyages Germaine-Tillion.

## Prix
Le Touring Club de France attribuait jadis annuellement des prix aux guides de montagnes pères de familles nombreuses, ou à leurs veuves en cas de décès prématuré. Le prix Jean S. Barès était attribué aux guides pyrénéens vivant à plus de 500 mètres d'altitude, pères de plus de sept enfants tous nés à cette même altitude ou plus haut. D'une valeur de 2 400 francs, il est attribué en 1928 à Pierre Mayneris, guide résidant à Baillestavy, dans le massif du Canigou. Le prix Brunier, quant à lui, récompensait les guides des Alpes françaises remplissant les mêmes conditions, mais à une altitude de 1000 mètres.

## Présidents
- 1890-1892 : Marcel Viollette (en tant que secrétaire général du T.C.F).
- 1892-1919 : Abel Ballif.
- 1919-1927 : Henri Defert.
- 1927-1938 : Edmond Chaix.
- 1938-1952 : Henri Gasquet.
- 1952-1963 : Henri Defert jr (fils du 2e président).
- 1963-1980 : Marc Eyrolles.
- 1981-1983 : Yves Malécot.